# Mihail Sebastian
Mihail Sebastian (pseudonimo di Iosif Hechter; Brăila, 18 ottobre 1907 – Bucarest, 29 maggio 1945) è stato uno scrittore, commediografo e giornalista romeno.

## Biografia
È nato a Brăila, da una famiglia ebraica. Dopo aver terminato le scuole superiori, il giovane Sebastian si trasferì a Bucarest per studiare legge, ma fu presto attratto dalla vita letteraria e dalle eccitanti idee di una nuova generazione di intellettuali rumeni, poi denominati il gruppo Criterion, che comprese talenti quali Emil Cioran, Mircea Eliade e Nae Ionescu. Seppur inizialmente un movimento apolitico, il Criterion divenne sempre maggiormente influenzato dalla filosofia di Ionescu, cui venne dato il nome di Trăirismo, un incrocio di nazionalismo gingoista, esistenzialismo e misticismo cristiano in contrapposizione all'ideologia proposta dal movimento antisemita e fondamentalista religioso del gruppo filofascista e terrorista della Guardia di Ferro.
Sebastian divenne noto nell'ambiente letterario rumeno principalmente per le sue commedie: Steaua fără nume ("Stella senza nome"), Jocul de-a vacanţa ("I giochi delle vacanze"), Ultima oră ("Ultim'ora").
Tuttavia Sebastian ha pubblicato diversi romanzi, tra i quali Accidentul ("L'incidente"), Oraşul cu salcâmi ("La città delle acacie"), De două mii de ani ("Da duemila anni") e Femei ("Donne") molto influenzati da scrittori francesi come Marcel Proust e Jules Renard che si soffermavano sulla difficoltà dell'essere ebreo nella Romania degli anni Trenta in un periodo di antisemitismo feroce diffuso a livello popolare e intellettuale anche al di fuori del movimento di Corneliu Zelea Codreanu.
Vittima delle nuove leggi antisemite, perse l'impiego (era avvocato) e la propria abitazione, ma continuò a scrivere e a lasciare la propria testimonianza, in particolare nel Jurnal (diario), considerato un capolavoro nel suo genere, che racconta con notevole precisione e partecipazione la vita quotidiana dei romeni negli anni del fascismo.
Morì schiacciato da un camion il 29 maggio 1945, mentre si recava all'università per tenere la prima lezione del suo corso su Balzac, poche settimane dopo che l'Armata Rossa aveva occupato la Romania.